# 2265 Вербаандерт
2265 Вербаандерт (2265 Verbaandert) — астероїд головного поясу, відкритий 17 лютого 1950 року.
Тіссеранів параметр щодо Юпітера — 3,293.